# Rana Dasgupta
Rana Dasgupta (ur. 5 listopada 1971 w Canterbury) – brytyjski pisarz i eseista hinduskiego pochodzenia.
Uczył się m.in. w Balliol College w Oksfordzie. Obecnie mieszka w Delhi. Jako prozaik debiutował w 2005 powieścią Tokyo Cancelled. Jej forma nawiązuje do Opowieści kanterberyjskich - bohaterami są podróżni, którzy czekają na odlot samolotu i opowiadają współpasażerom różne historie. W 2009 ukazała się druga powieść Dasgupty, zatytułowana Solo, przetłumaczona również na język polski. Głównym bohaterem książki jest bułgarski intelektualista, którego losy pozwalają autorowi naszkicować historię Bułgarii w XX wieku. Książka została uhonorowana Commonwealth Writers' Prize.
W 2017 r. został laureatem Nagrody im. Ryszarda Kapuścińskiego za reportaż Delhi. Stolica ze złota i snu.

## Powieści
- Tokyo Cancelled (2005)
- Solo (Solo 2009)